# Ethno-roman
Ethno-roman est un essai autobiographique de Tobie Nathan, paru le 12 septembre 2012 aux éditions Grasset et ayant reçu la même année le prix Femina essai.

## Résumé
À travers l'évocation de sa vie et de sa famille, de sa formation de psychologue-psychothérapeute et psychanalyste puis de sa carrière d'ethnopsychiatre clinicien et enseignant, Tobie Nathan livre et interprète des éléments biographiques depuis sa « sortie d'Égypte » en 1956, son année à Rome et l'arrivée de sa famille en France en 1958 où elle s'installe à Gennevilliers. À vingt ans durant mai 1968, il suit les évènements de près sans pour autant y participer et l'année suivante s'inscrit en tant qu'auditeur libre aux séminaires d'ethnopsychiatrie donnés par Georges Devereux à l'EPHE. Ces cours agissent comme un révélateur sur le jeune homme, qui toutefois attendra encore deux années avant d'entreprendre sa thèse sous la direction de Devereux et une psychanalyse didactique avec Nata Minor afin d'intégrer la Société psychanalytique de Paris.
Tobie Nathan brosse le portrait de ses parents (de son père en « Tyrone Power », de sa mère en « George Sand »), de son frère (en « Anthony Perkins »), et de lui-même, amoureux des femmes et des voitures. Il s'attache également à la description des rencontres marquantes faites notamment avec des guérisseurs africains et réunionnais, à l'exposé de quelques patients qui furent importants dans la compréhension et la construction de son approche personnelle de sa discipline l'ayant conduit progressivement à s'éloigner et à critiquer – parfois radicalement – certains fondements de la psychanalyse occidentale (et certaines de ses personnalités) pour ouvrir, sur l'incitation de Serge Lebovici, la première consultation d'ethnopsychiatrie à l'hôpital Avicenne de Bobigny et un enseignement universitaire associé à l'université Paris-VIII.

## Accueil critique
Ethno-roman reçoit le prix Femina essai en 2015. La critique littéraire est généralement positive à la parution du livre notamment de la part d'Eglal Herera dans Le Monde[réf. nécessaire], de Gilles Anquetil dans Le Nouvel Observateur[réf. nécessaire], d'Éric de Bellefroid dans La Libre Belgique[réf. nécessaire] ou dans les émissions de François Busnel Le Grand Entretien à la radio et La Grande Librairie à la télévision. À l'inverse Geneviève Delaisi de Parseval qualifie dans Libération l'ouvrage d'« ego-roman ».

## Éditions
- Éditions Grasset, 2012,  (ISBN 9782246790068)
- Le Livre de poche no 33319, 2014,  (ISBN 978-2253176794)